# Fleury-la-Vallée
Fleury-la-Vallée é uma comuna francesa na região administrativa de Borgonha-Franco-Condado, no departamento de Yonne. Estende-se por uma área de 14,95 km². Em 2010 a comuna tinha 1 145 habitantes (densidade: 76,6 hab./km²).